# Tadeusz Wierzbicki
 (novembre 2019).
Si vous disposez d'ouvrages ou d'articles de référence ou si vous connaissez des sites web de qualité traitant du thème abordé ici, merci de compléter l'article en donnant les références utiles à sa vérifiabilité et en les liant à la section « Notes et références ».
Tadeusz Wierzbicki est un chanteur d'opéra basse, né le 29 avril 1922 à Gostkowo près de Ciechanow en Pologne   et mort à Bruxelles en 1990.

## Biographie
Fils de Zdzislav Wierzbicki, il avait obtenu son diplôme d'études secondaires en 1939 à Varsovie lors de la déclaration de la guerre.
Au début de l'occupation allemande, il a été chauffeur à Żochów, puis celui d’un gouverneur à Milanówek. Il fut arrêté alors qu'il photographiait un aéroport, accusé d'espionnage et détenu à Aleja Szucha, puis libéré. Il a rejoint son frère Karol dans l'armée locale de défense, 1er escadron du 7e régiment, peloton 1108, « Dywizjon Jelen ». Il a activement participé à l'insurrection de Varsovie qui a éclaté le 1er août 1944. Son frère Karol fut tué le 1er septembre 1944.
Cet ancien combattant de l'AK (pseudonyme Nieczuja, numéro de combattant 114401) et survivant de l'Insurrection de Varsovie (1944)  a été décoré de la Croix de l'AK et de la Croix d'Or du service (Zloty krzyz zaklugi).
Après sa libération d'un camp allemand (numéro de prisonnier 1588) il s'est retrouvé en Belgique, a étudié l'agronomie à l'Université de Louvain, obtenu un diplôme d'Ingénieur et, passionné de musique depuis son plus jeune âge, a étudié au sein des Conservatoires de Bruxelles et de Mons et s'est également diplômé dans un bureau d'acteurs.
Il a étudié avec Lucette Korsoff qui a notamment chanté elle-même à l'Opéra-Comique de Paris et qui a eu aussi pour élèves Gina Cigna, Huberte Vecray et d'autres solistes de grande qualité artistique.
Doté d'une très belle voix de basse, il fut engagé dès 1951 dans des rôles importants  par l'Opéra royal de Gand, a été engagé trois saisons au KVO d'Anvers, de 1955 à 1959 au Théâtre Royal de la Monnaie de Bruxelles (cf. archives C.A.R.M.E.N. du théâtre de la Monnaie de Bruxelles) et de 1972 à 1980 s'est engagé dans la troupe de l'Opéra de Gand.
Il a chanté les plus grands rôles du répertoire de basse à Bruxelles, Anvers, Gand, Verviers, Dijon, Rouen, Lille, Varsovie (cf. Archives du Théâtre Wielki), Linz, etc. et été souvent applaudi en Philippe II de Verdi,  Don Quichotte de Massenet, Boris Godounov et Pimène de Moussorgsky, Ramfis dans Aïda de Verdi, Balthazar dans La Favorite de Donizetti, etc.
Il fut notamment le Cardinal de Brogni dans l'enregistrement de référence avec Tony Poncet à l'Opéra de Gand, a interprété maintes fois Philippe II et lors de la création de Don Carlos de Verdi (en français) à Dijon, Zaccaria lors de celle de Nabucco de Verdi à Lille en 1978.
En Belgique, outre sa carrière de chanteur d'opéra très longue et documentée, il a été pendant 44 ans au centre des événements de la communauté polonaise en tant que président de l'Association des vétérans polonais et belges (SPK) et Président de la Confédération des anciens combattants européens, section belge.
Il est décédé brutalement à Bruxelles à l'âge de 67 ans. Des membres du SPK-AK, de Polonia, des artistes et des collaborateurs originaires de Gand, de Liège et de Bruxelles ainsi que l'ambassadeur de la république de Pologne étaient très nombreux à ses obsèques. Après les funérailles ses cendres ont été transportées dans son pays et déposées au cimetière Powązki de Varsovie.